# Línea A (Montevideo)
La ex línea A fue una línea de transporte urbano y especial de Montevideo, unía Aviación Civil y Punta Gorda, específicamente en la Casa de Gardel. Fue uno de los primeros servicios de transporte accesibles para personas con discapacidad.

## Creación
Fue creada en el año 2005 en el marco de la implementación del programa "Transporte para todos" ideado por la Comisión Honoraria de Discapacidad y la Compañía Uruguaya del Transporte Colectivo, el cual pretendió  y logró consolidar el primer sistema público de ómnibus adaptados para personas con discapacidad en Uruguay y en Montevideo .
Dicha línea, al igual que la línea B presto servicios con unidades equipadas y acondicionadas para personas con discapacidades motrices, las cuales contaban con elevadores electro-hidráulicos y notificación de paradas.
En el año 2012, esta línea, al igual que la línea B quedaron definitivamente suprimidas.

## Recorrido
| IDA (Aeropuerto de Melilla) - Camino Melilla - Avenida Lezica - Guanahany - Hospital Saint Bois - Guanahany - Gutenberg - Veraguas - Avenida Lezica - Avenida Eugenio Garzón - Santa Lucía - San Quintín - Juan B. Pandiani - Avenida Agraciada - Camino Castro - Avenida Carlos Brussa - Avenida Mª Eugenia Vaz Ferreira - Camino Castro - Avenida Agraciada - Avenida Lucas Obes - Avenida Joaquín Suárez - Bulevar Artigas - Salvador Ferrer Serra - Acevedo Díaz, - Eduardo V. Haedo - Avenida Italia - Estanislao López - Hipólito Yrigoyen - Camino Carrasco - Avenida Bolivia - San Marino - Avenida Bolivia - Pablo Podestá - Lucerna - Casa de Gardel. | Vuelta - Casa de Gardel - Lucerna - Beyruth - Avda. Bolivia - Camino Carrasco - Veracierto - Isidoro Larraya - Hipólito Irigoyen - Avenida Italia - Dr. Salvador Ferrer Serra - Acevedo Díaz - Eduardo V. Haedo - Bulevar Artigas - Avenida Joaquín Suárez - Caigua - Juan C. Blanco - Avenida Lucas Obes - Avenida Agraciada - Camino Castro - Avda Mª Eugenia Vaz Ferreira - Avenida Carlos Brussa - Camino Castro, - Avenida Agraciada - San Quintín - Avenida Eugenio Garzón - Avenida Lezica - Guanahany - Hospital Saint Bois - Guanahany - Gutenberg - Veraguas - Avenida Lezica - Camino Melilla - (Aeropuerto de Melilla) |